# 雅达利游戏掩埋事件
雅达利游戏掩埋事件（英語：Atari video game burial）是美国电子游戏和个人电脑制造商雅达利有限公司（Atari, Inc.）在新墨西哥州堆填区掩埋大量滞销的游戏卡带、主机和计算机的事件。到2014年，已挖掘出的游戏卡带包括无论是商业口碑都极其失败的《E.T. 外星人》以及商业表现稍好的雅达利2600版《吃豆人》。
自掩埋事件首次见诸报端，人们就一度怀疑事件的真实性和发生地，而使事件演变成为都市傳說。因此，该事件成为了文化印记和1983年美國遊戲業大蕭條的代表事件。因为年度财政出现严重赤字，雅达利被华纳通讯抛弃，最终以这次掩埋事件划下了休止符。尽管据称有数百万份《E.T.外星人》被弃置于堆填区，但雅达利的工作人员后来证实被销毁的各大游戏卡带数目约70万盒，包括《E.T.外星人》在内。
2014年，Fuel Industries、微软等公司联合新墨西哥州政府挖掘堆填区，验证填埋场的物品，过程收录于纪录片《雅达利：游戏结束》。4月26日挖掘出了遭到废弃的游戏和硬件，但仅有约1300份，占掩埋总量的冰山一角。卡带的去向有二，小部分用于策展，大部分被拍卖以帮助筹建纪念性质的博物馆。

## 背景

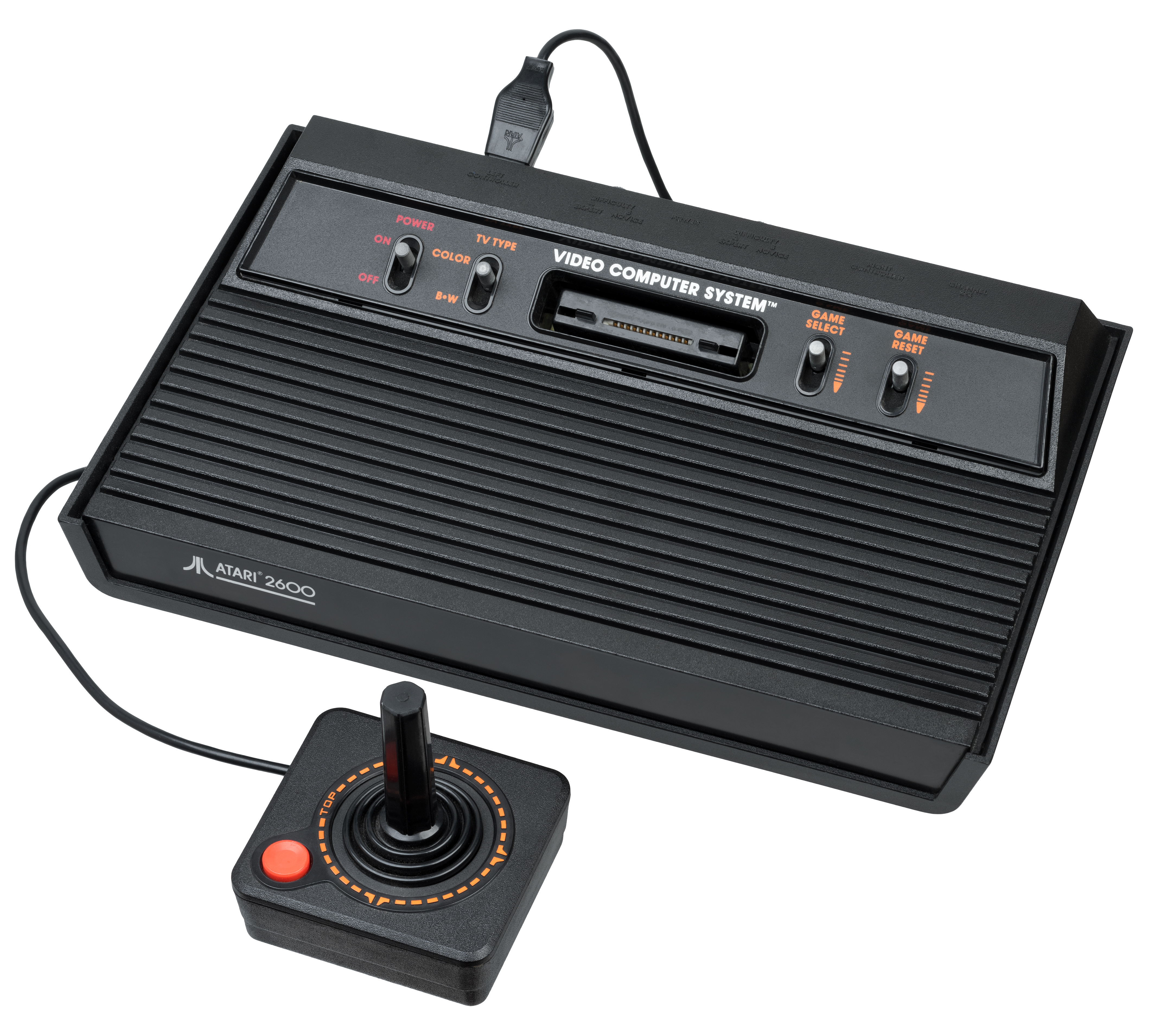
雅達利2600主機和卡帶據報出現在廢棄物品中。

1976年，华纳通讯耗资2800万美元买下雅达利公司，到1982年，雅达利资产净值增长至200亿美元。当时，公司80%的支出用于游戏营销，为母公司带来过半收益，占营业利润的65-70%。到1982年第四季度，公司预计明年的利润增长将达50%。然而，1982年12月7日，公司宣布利润增长率仅为10-15%，而非预测的数字。次日，华纳通讯股价下跌三分之一，该季度结束，华纳的利润下跌至56%。此外，雅达利CEO雷·卡斯萨因在雅达利营收低于预估消息公布前不到半小时的时间内出售了约5000份华纳股票，身陷内线交易调查。后来卡斯萨未被发现有任何不当行为，但他仍在7月被迫引咎辞职。1983年，雅达利损失了5.36亿美元，次年被华纳通讯抛售。
雅达利把街机游戏移植到家用机平台的做法为他们带了一些商业上极度成功的游戏，其中包括原创投币游戏《爆破彗星》及太东《太空侵略者》和南梦宫《吃豆人》的授權版本。当《吃豆人》被官方移植到雅达利2600上时，雅达利对大卖充满自信，不顾雅达利2600仅售出1000万台左右的销量，生产了1200万盒卡带。当时人们认为该游戏将会相当成功，不仅预计收益将达到5亿美元，还会带动想玩家用机移植版的玩家的购机热潮，为主机带来数百万的销量。然而，1982年3月面世的成品得益于700万份的出货量成为最畅销的主机平台作品，却因糟糕的玩法遭受抨击，仍留给雅达利500万份未售出的卡带，这一问题因大量顾客归还游戏要求退款而变得复杂。
《吃豆人》销售不景气带来的种种问题之外，同期改编自电影《E.T.外星人》的同名电子游戏也让雅达利面临着巨大的困难。该游戏是华纳通讯和电影导演史蒂芬·斯皮尔伯格交易的结果。以电影为基础改编游戏，而非移植街机投币游戏或在一个存在已久的系列基础上开发游戏，这一概念在当时是前所未闻的。后来据报道，华纳方为购买改编权斥资2000-2500万美元，在当时对于电子游戏授权是相当高的数目。开发该游戏的工作交给了霍华德·斯科特·华沙，《失落的方舟》的程序员。然而，由于下达授权的时间被大大延后，游戏又需要赶上当年的圣诞假期上市，他只有五周的时间来开发游戏。开发时间仓促造成游戏内容枯燥乏味，因而饱受猛烈批评，如今被认为是史上最糟糕的游戏之一。雅达利生产了500万盒卡带，然而直至1982年12月发行，游戏仅售出150万份，导致雅达利仍囤积着大半的游戏卡带。《公告牌》杂志的艾尔·佩吉（Earl Paige）报道称，大量未出售的《E.T.》和日趋激烈的竞争促使零售商要求游戏厂商制定正式撤回计划。
产品的接连碰壁让雅达利1981年的业务往来雪上加霜。自信销售火爆，公司把1982年的订单一次性交给了经销商。然而，1982年的游戏销售已经放缓，为了得到预期的高营业额而大量订购游戏的分销商，干脆将大量未售出的货品还给雅达利。至此，公司很快发现自己持有数百万份根本没用的游戏卡带，根本没法卖出去。

## 掩埋

埋葬地点位于新墨西哥州阿拉莫戈多市南部地区。

1983年9月，新墨西哥州阿拉莫戈多地方媒体《阿拉莫戈多每日新闻报》连续刊文报道称10到20辆半挂车从德克萨斯州艾尔帕索的一家雅达利门店出发，将满载的雅达利的产品包装盒、卡带和游戏机倾倒在市内的垃圾填埋场。雅达利最初选择和填埋场交易，是因为这不允许人拾荒且垃圾在夜间碾碎掩埋。雅达利表示掩埋的理由是雅达利2600要升级雅达利5200，但后来有员工出面反驳说法。雅达利高管布鲁斯·伊顿（Bruce Enten）表示，雅达利主要是将破碎和退回的产品送至阿拉莫戈多垃圾场，“都是一大堆不能用的东西”。
1983年9月27日，合众国际社报道称“现场目击者声称看到热门游戏《E.T.》、《吃豆人》、《吃豆人小姐》的卡带、用来将游戏传送到电视屏幕的主机和价格不菲的个人电脑 。”奈特·里德報業在9月28日则进一步报道称当地儿童在垃圾场抢掠：“镇上25000个孩子开始到雅达利的掩埋地点进行抢掠，收获了《E.T.》、《法櫃奇兵》、《保卫者》、《機械人戰爭》等游戏的卡带。”
1983年9月28日，《纽约时报》刊出雅达利在新墨西哥州倾倒的报道。雅达利代表证实了新闻，声称废弃库存出自雅达利在艾尔帕索的仓库。原本的仓库已经关门，被改成回收站。报道称，该地有重兵把守，严防记者和公众确认内容。《时代》杂志的文章并未推测被销毁的游戏作品名称，但随后的报道渐渐将新闻与《E.T.》的知名失败联系起来。此外，《阿拉莫戈多每日新闻》有一期的头条文章《雅达利之城：<E.T.>垃圾魂归土》（City to Atari: 'E.T.' trash go home）疑似暗示部分卡带是《E.T.》，但随后幽默地辩解称“E.T.”意为“超领域”（Extra-territorial），并非指具体的游戏。
自1983年9月29日起，破碎的物件被浇上混凝土，在废物处理手段中实属罕见。一位不具名的工人解释了原因：“下面还有动物死尸。我们不希望孩子们在垃圾场受伤。”最终，居民抗议雅达利大量倾倒垃圾，有专员明确表示当地不想成为“艾尔帕索的工业垃圾场”。当地管理员不久后下令停止倾倒。由于雅达利的倾倒不受欢迎，阿拉莫戈多后来通过《紧急管理法案》（Emergency Management Act），组建紧急管理特遣队限制垃圾承包商日后的调动，保障垃圾填埋场出于金钱目的外围业务。时任阿拉莫戈多市长亨利·皮萨里（Henry Pacelli）评论称：“我们不希望看到这样的事情再度发生。”
上述因素引发广泛群众揣测350万囤积的《E.T.》中的大部分最终栽入垃圾场，搅碎并被水泥包裹。也有报道指，Atari Mindlink控制系统的推荐原型机遭弃置在现场，而由于雅达利博物馆馆主库特·万代尔（Curt Vendel）目前事实上持有Mindlink原型机，这条推断只会被添油加醋。《太平洋历史评论》作家约翰·威尔斯（John Wills）设想公众心中的掩埋地点，就像三位一体核试和罗斯威尔飞碟坠毁事件的地点，帮助报道普及。
而传闻存在冲突又导致事件被讹传为“倾倒外星人”，成为都市传奇，从而在一定程度上，引发对填埋报道本身真实性和将事件跟后来业界的颓势串连起来的怀疑和质疑。直到最近的2004年10月，《E.T.》设计师霍华德·斯科特·华肖对发生过数百万份游戏被毁坏的事件表示质疑。华肖也认为，比起其他失败的游戏公司，雅达利的覆灭，更多是他们业务惯例的结果，如和分销商达成交易时，将优秀的游戏跟销量欠佳的游戏一起捆绑销售。IGN的特拉弗斯·法汉斯（Travis Fahs）则反驳称，囤积库存过剩等问题是公司高估雅达利2600系列耐久性引发的，而非由于其所发行的单个作品的质量。
事件也成为了1983年美國遊戲業大蕭條的文化象征代表，经常被视为骄傲自满于糟糕经营手段的反面教材，尽管有人认为事件让公司出于减税目的抹消废弃材料。

## 出土

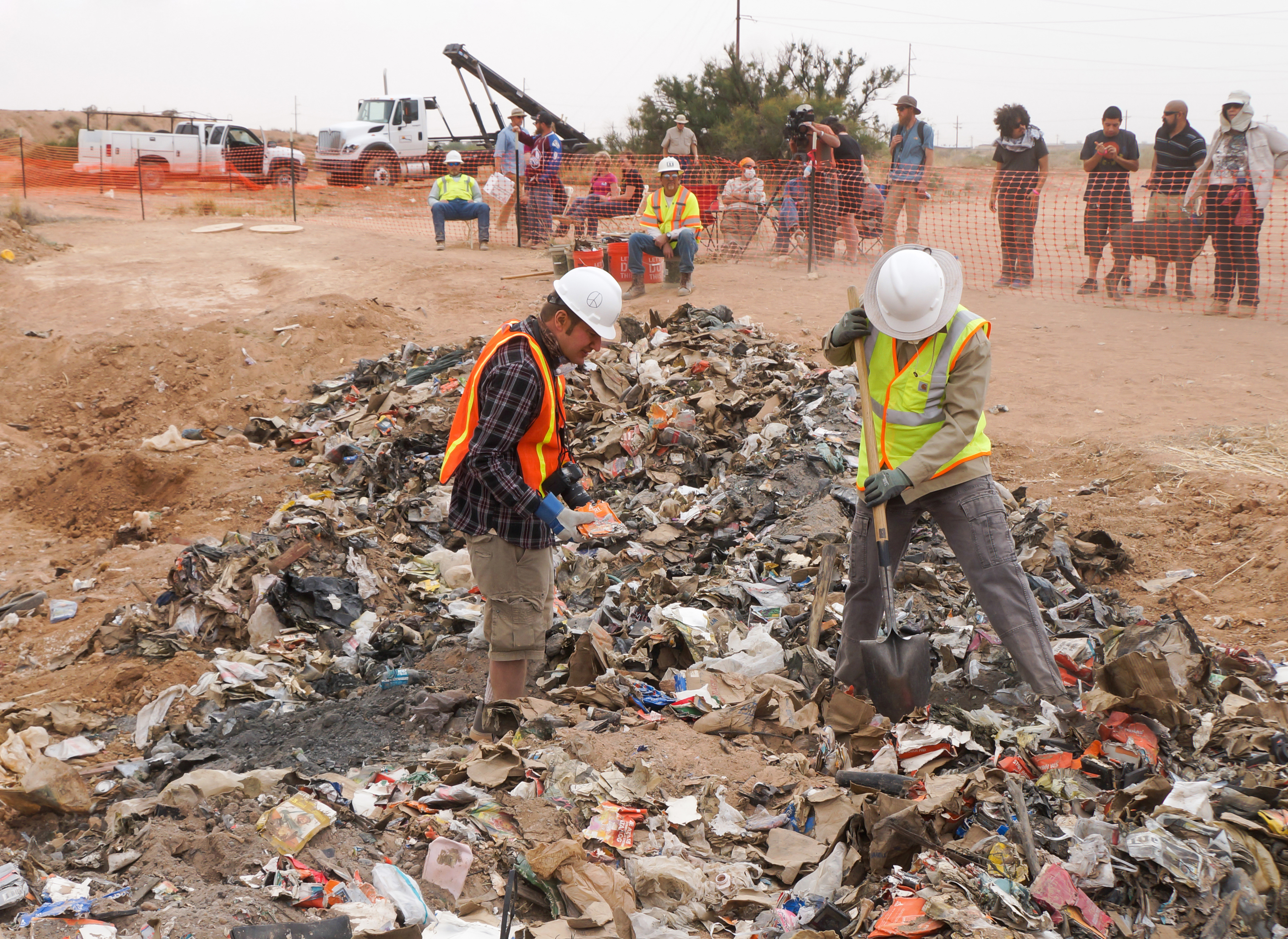
图为发掘现场照片，可见《亚尔的复仇》、《星际奇兵》、《吃豆人》、《太空侵略者》、《保卫者》和《战神 (1980年游戏)》的包装盒。

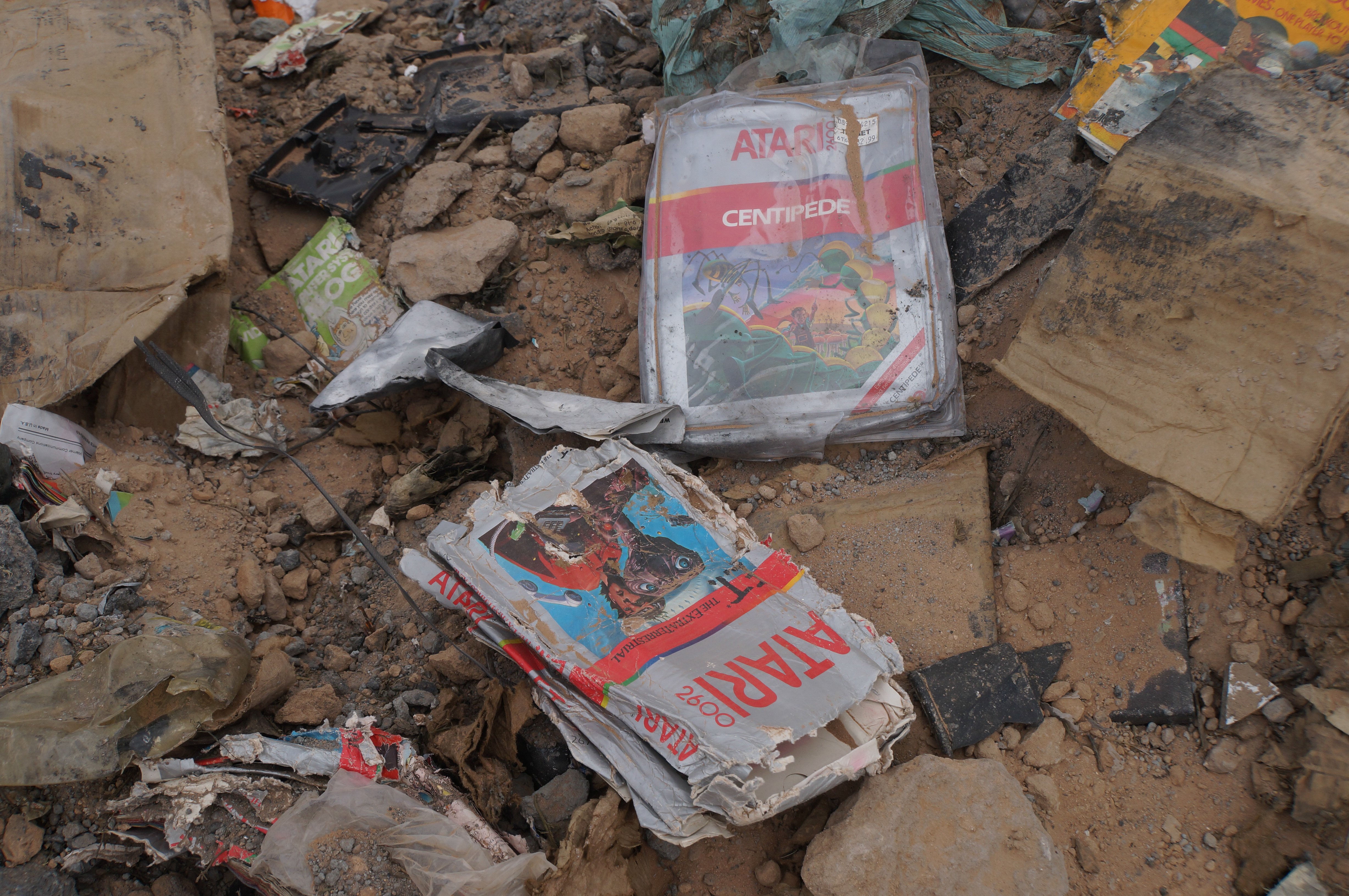
从发掘现场回收的残存包装盒和卡带，可以看到《E.T.》、《变异蜈蚣》等雅达利游戏材料。

2013年5月28日，阿拉莫戈多市议会批准加拿大娱乐公司Fuel Industries访问填埋场六个月，拍摄有关掩埋事件和填埋场发掘的纪录片《雅达利：游戏结束》。Xbox Entertainment Studios计划于2014年在Xbox One和Xbox 360独家播出这部连续纪录片，是英美合资制片公司Lightbox制作的多部纪录片的其中一部。尽管新墨西哥州环保局固体废物司（Solid Waste Bureau）投诉称可能有危害，导致发掘行动立马遭叫停，但问题于2014年4月得到解决，发掘行动得以继续。
发掘于2014年4月26日开始，活动向公众开放。《E.T.》设计者霍华德·斯科特·华沙、《一级玩家》作者恩内斯特·克莱恩和电影編劇塞克·潘到场观摩，参与纪录片摄制。在场的还有当地居民，市政府官员阿曼德·奥特加（Armando Ortega）便是其中一位，据称他是最初在1983年掠夺填埋场的孩子之一。奥特加表示，他和伙伴们找到了数十张成色尚可的游戏卡带拿回自家游玩，但把《E.T.》的卡带送人了，因为“那游戏烂透了……你简直不能打通关。”当初负责填埋工作的前雅达利经理詹姆斯·海勒（James Heller）也主管了发掘工程。他自曝，最初是他下令给填埋场填上水泥的。海勒表示，被埋的卡带只有72.8万盒，反驳了有数百万盒卡带埋在这里的都市传说。
据微软的拉里·赫伯（Larry Hyrb）报道，发掘行动的头几个小时，发现了《E.T.》及其他雅达利游戏的残片。现场有考古学家利用发掘器械检查保存出土的雅达利文物。市长苏西·盖勒阿（Susie Galea）表示，预计的70万盒卡带中只有约1300盒被发掘出，剩下的埋得比预期要深，使得发掘很困难。负责跟市政府安排发掘工作的约瑟夫·莱万多夫斯基（Joseph Lewandowski）说这不过是一次性在现场拍摄卡带的发掘，他们不希望政府再次同意类似的活动。纪录片于2014年11月20日上映。

### 策展和拍卖
回收材料的一小部分交予新墨西哥州航天历史博物馆供策展，另外100份授给纪录片制片方Lightbox和Fuel Entertainment。盖勒阿认为剩下的卡带会经过航天历史博物馆被市政府卖出去。她希望这些游戏的销售有助于筹募资金，日后将埋葬地点打造成旅游景点。市政府于2014年9月批准游戏竞拍，竞拍在eBay和阿拉莫戈多市议会网站进行。截至2015年9月，共有880盒出土的卡带售出，筹集到10.7万美元，其中一盒《E.T.》卡带出价高达1500多美元。剩下的约300盒卡带将择日销售，给卡带留下历史价值。
其中一盒出土的《E.T.》卡带被史密森尼学会拿去作纪录，他们表示卡带不仅代表着埋葬地点，也是电子游戏界的象征，代表着“当前制作一部优秀的电影改编游戏的挑战、雅达利的灭亡、一个游戏制造时代和电子游戏卡带的生命周期之终结。”